# Tadornini
Tadornini (лат.) — группа водоплавающих птиц, относящихся к отряду гусеобразных (Anseriformes) и  семейству утиных (Anatidae). Широко распространены в разных частях мира, включая Евразию, Африку и Австралию.

## Таксономия
Принадлежат к отряду гусеобразных (Anseriformes), семейство утиных (Anatidae), подсемейство Tadorninae. В рамках этого подсемейства выделяется триба Tadornini, в которую включают несколько родов, наиболее известным из которых является род Tadorna.
- Род Alopochen — Нильские гуси
- Род Chloephaga — Патагонские гуси
- Род Cyanochen — Голубокрылые гуси
- Род Neochen — Древесные гуси
- Род Tadorna — Пеганки

Род †Чатемские пеганки (Pachyanas)

## Ареал и среда обитания
Пеганковые встречаются в разнообразных средах обитания, включая пресноводные водоемы, морские побережья и солончаки. Они предпочитают открытые пространства с доступом к воде, где могут находить пищу и укрытие. Некоторые виды ведут кочевой образ жизни, перемещаясь между различными водоемами в зависимости от сезона и наличия пищи.

## Размножение и гнездование
Пеганковые образуют моногамные пары на период размножения. Гнезда строят на земле, в норах или дуплах деревьев. Самка откладывает от 6 до 12 яиц, которые высиживает в течение примерно месяца. После вылупления птенцов оба родителя заботятся о них, обеспечивая пищей и защитой.

## Поведение и социальная структура
Пеганковые ведут дневной образ жизни и активны в основном утром и вечером. Они живут небольшими группами или парами, хотя иногда могут собираться в крупные стаи во время миграции или зимовки. Пеганки обладают развитыми социальными навыками и способны общаться друг с другом с помощью звуков и визуальных сигналов.

## Охрана и статус популяции
Многие виды пеганковых находятся под охраной международных соглашений и национальных законов. Основная угроза для их существования — разрушение среды обитания, загрязнение водоемов и незаконная охота. Однако благодаря усилиям по охране природы численность некоторых видов стабилизировалась или даже увеличилась.